# ADN metiltransferases
La reacció de metilació de l’ADN es produeix gràcies a les ADN metiltransferases (DNMTs), unes enzims que transfereixen un grup metil des de la S-adenosil-L-metionina a la posició 5 de la citosina, formant 5-metilcitosina.
En mamífers s’han identificat cinc membres principals d’aquesta família: DNMT1, DNMT2, DNMT3A, DNMT3B i DNMT3L. Tanmateix, només tres d’aquestes enzims participen activament en l’establiment i manteniment del patró de metilació global:
- DNMT1 és l’encarregada de conservar l’estat de metilació durant la replicació de l’ADN, actuant com a enzim de manteniment.
- DNMT3A i DNMT3B són les responsables de la metilació de novo, especialment durant l’embriogènesi. DNMT3A s’associa amb estadis de desenvolupament més avançats, mentre que DNMT3B sembla tenir un paper important en fases primerenques del desenvolupament.

DNMT3L, tot i ser homòloga, no presenta activitat catalítica, però pot actuar com a cofactor.